# Лесичарка
Лесича́рка (болг. Лесичарка) — село в Габровській області Болгарії. Входить до складу общини Габрово.

## Населення
За даними перепису населення 2011 року у селі проживали 69 осіб, з них 67 осіб (97,1%) — болгари.
Розподіл населення за віком у 2011 році:
Динаміка населення: